# Eye Witness
Eye Witness je peti studijski album Aleksandra Mežka pod psevdonimom Alexander John, ki je izšel leta 1981 pri založbi Kingsway Records. Skladbe so bile posnete v studiih The Point Studios in Riverside Studios v Londonu.

## Seznam skladb
| A stran | A stran                             | A stran |
| Št.     | Naslov                              | Dolžina |
| ------- | ----------------------------------- | ------- |
| 1.      | „Dance on‟ (A. John/N. Battle)      |         |
| 2.      | „Tunnel Vision‟ (A. John/N. Battle) |         |
| 3.      | „Without Love‟ (A. John)            |         |
| 4.      | „Run, run‟ (A. John)                |         |
| 5.      | „Stay By My Side‟ (A. John)         |         |

| B stran | B stran                        | B stran |
| Št.     | Naslov                         | Dolžina |
| ------- | ------------------------------ | ------- |
| 1.      | „Born Again‟ (A. John)         |         |
| 2.      | „Sign On the Border‟ (A. John) |         |
| 3.      | „You Know Too Much‟ (A. John)  |         |
| 4.      | „Running Time Down‟ (A. John)  |         |

## Zasedba
- Alexander John – vokal
- Bill Roberts – električne in akustične kitare
- Craig Pruess – sintetizator, klaviature, akustične kitare, programiranje
- Brynn Haworth – slide kitara
- Durban Laverde – bas
- Mel Collins – saksofon